# Heilenbecketalsperre
Die Heilenbecketalsperre wurde in den Jahren von 1894 bis 1896 auf dem Gebiet der heutigen Städte Ennepetal – nahe dem Ortsteil Rüggeberg – und Breckerfeld im Ennepe-Ruhr-Kreis (Nordrhein-Westfalen) errichtet und ist die älteste Talsperre Westfalens. Die Talsperre wird vom Heilenbecke-Wasserverband betrieben.
Gestaut wird die Heilenbecke, die 7,5 km unterhalb der Talsperre bei Ennepetal-Milspe in die Ennepe mündet. Bei einem maximalen Fassungsvermögen von 450.000 m³ beträgt die Wasseroberfläche des Staubeckens 8,5 ha.
Ursprünglich war die Heilenbecketalsperre ein Wasserreservoir, das den Hammerwerken und Schleifkotten, die entlang der Heilenbecke angesiedelt waren, eine ganzjährige Nutzung der Wasserkraft ermöglichen sollte. Heutzutage dient sie jedoch in erster Linie der Trinkwasserversorgung; daneben der Aufhöhung der Ruhr bei Niedrigwasser. Die Errichtung eines Wasserkraftwerks wurde als möglich und wirtschaftlich erachtet, aber bislang nicht umgesetzt.
Die Staumauer ist eine Gewichtsstaumauer aus Bruchsteinmauerwerk mit einer Höhe von 19,5 m, einer Kronenbreite von 4,1 m und einer Kronenlänge von 205 m (vor der Sanierung 2,8 m bzw. 162 m). Sie wurde nach den Entwürfen von Otto Intze 1896 erbaut und von 1988 bis 1990 saniert, wobei sie verstärkt und mit einem Kontrollgang versehen wurde. Außerdem erhielt sie eine Dichtwand aus Beton, eine Mauerdrainage, eine neue Mauerkrone und neue Betriebseinrichtungen.
Mit einem etwa 2,4 km langen Rundweg ist die Talsperre ein beliebtes Gebiet für Wanderer und Jogger. Die Gaststätte, die sich unmittelbar am Parkplatz befand, wurde im Sommer 2006 durch ein Feuer bis auf die Grundmauern zerstört und nicht wieder aufgebaut.
Die Talsperre wurde als technisches Denkmal von überörtlicher Bedeutung, das aus wissenschaftlichen und baugeschichtlichen Gründen zu erhalten und zu nutzen ist, unter Denkmalschutz gestellt.

## Verbesserung der Wasserqualität
Zur Verbesserung der allgemeinen Wasserqualität und zur Senkung der Kosten für die Trinkwasserproduktion wurden im Juni 2012 zwei Tiefenwasserbelüftungsanlagen (TIBEAN) in Betrieb genommen. Durch diese Anlagen wird das Tiefenwasser mit Sauerstoff aus der Atmosphäre angereichert, ohne dabei die natürliche Stratifikation des Sees zu beeinflussen. Das Hypolimnion bleibt ganzjährig aerob, die Rücklösung von Phosphaten wird gesenkt, die Mineralisation der Sedimente deutlich verbessert sowie die Nährstoffbelastung des Wassers gesenkt.
Gleichzeitig wird die Tiefenzone des Gewässers als aerober Lebensraum für Fische und andere höhere Lebewesen erhalten bzw. erweitert sowie die Bildung von Faulschlamm, toxischem Schwefelwasserstoff und die Akkumulation von schädlichem Ammonium verhindert.
Beide Tiefenwasserbelüftungsanlagen sind baugleich und wurden speziell für diesen Anwendungsfall konstruiert. Es handelt sich hierbei um Teleskop-Ausführungen, welche es ermöglichen, die Ansaugtiefe von 11 bis 13,5 m Tiefe einzustellen, um den sicheren Betrieb der Anlagen bei Wasserstandsschwankungen zu gewährleisten. Der Sauerstoffeintrag in das Tiefenwasser beträgt pro Anlage 6,8 kg/h. Insgesamt erfolgt bei Betrieb von beiden Anlagen somit ein Gesamteintrag von 13,6 kg Sauerstoff pro Stunde in das Tiefenwasser.
Die erste Anlage wurde ca. 30 m von der Staumauer entfernt mittig in das Talsperrenbecken platziert. Die zweite Anlage liegt weitere 50 m hinter der ersten Anlage in der Verlängerung der tiefsten Rinne der Talsperre.
Die Anlagen werden vorerst für 10 Jahre an den Wasserbeschaffungsverband Ennepetal-Milspe verpachtet.